# 澳門土生葡菜
澳門土生葡菜（葡萄牙語：Gastronomia Macaense）是澳門最具代表性的特色飲食文化。其由土生葡人創制，以葡萄牙式烹調方法為基石，融合了歷史上葡萄牙帝國遍布全球各大殖民地的烹飪所長和飲食風俗。土生葡菜於2012年被列入澳門非物質文化遺產清單，受政府機構立法保護和推廣。

## 歷史
澳門土生葡菜是基於葡萄牙菜、並融合眾多葡萄牙前殖民地的飲食文化而成。在16世紀初，葡萄牙人帶備橄欖油、臘腸、葡萄酒等故鄉食材，乘船遠赴澳門，沿途經過西非、好望角、印度和馬六甲，上述地區的飲食習慣融合進他們的日常生活；定居澳門後，他們把自身的歐洲文化、沿途地區的風俗、以及澳門華人的生活方式結合起來。此外，葡萄牙帝國曾在印度地區、非洲、东南亚、南美洲的不少地方建立殖民地，因此也把這些殖民地的某些文化元素（包括饮食文化）带到了澳门。华人妇女與葡萄牙人多有通婚、中葡混血儿的數量日漸上升、以及不少土生葡人家庭聘用华人乳母或女佣，以上因素促進了中國飲食文化對土生葡人飲食文化的影響。葡萄牙亦與其他族群的人通婚，這令各地的食材、菜式和烹飪技藝漸漸融入飲食文化。
土生葡人的妻妾會把新創菜式的製法流傳下來，一般由家婆傳給媳婦、母親傳給女兒；土生葡人家庭的婦女會把家庭食譜世代相傳，有些食譜更成為家族的标志。不同家族流傳的菜式类似，同時各有风格，因此土生葡人的食譜並沒有统一的规範；食譜通常只在家族內部流傳，少有對外公開，涉及土生菜食譜的書籍也不多，但一些食譜隨着家族外遷而流傳至澳門外。多數家族不願把食譜傳給外人，導致一些菜式面臨失傳。
土生葡人的飲食文化在2000年前的數十年經歷較大的轉變，一些土生葡人特色小食或廚具已失傳，而2000年前後的大部分土生葡人改為鍾愛中菜和葡萄牙菜，幾乎不顾傳統飲食，亦有些較少吃土生菜的土生葡人把它視作情結。到了2010年代，懂得烹調土生菜的土生葡人家庭日漸減少，但土生菜由家庭食譜演變成廣泛流傳、受遊客青睞的經典澳門美食。

## 烹飪
一般來說，烹調土生菜需時較長，也需要較多事前準備，例如肉類通常要提早一個晚上醃製；烹飪技術中西合璧，包括煎、炒、煮、炸、燜、燉、焗、烤、蒸等，這些技術經常交替運用。常用於烹調土生菜的食材包括雞肉、豬肉、牛肉、馬鈴薯、米粉等，來自葡萄牙的有馬介休（醃製鱈魚）、葡萄牙紅豆、西式臘腸和葡萄牙黑水欖。
土生菜注重保持食物的原汁原味，不會以味精、雞粉和太白粉調味，但會使用不同的佐料和香料；常用的佐料有橄欖油、醬油、生薑、酸豆、椰汁、鹹蝦醬，以天然芡汁來勾芡，亦會使用印度、印尼和東南亞等地的香料，例如咖喱、胡椒、丁香、肉桂、黃薑粉、番紅花和枯茗籽（即小茴香種子）等。澳門曾盛產魚蝦，當時的土生葡人家庭會自製鹹蝦醬；他們製備的鹹蝦醬加入了銀蝦、月桂葉、胡椒粒、辣椒乾等食材，以三蒸酒和汾酒稀釋軟化，製作方法與中式和馬來西亞式不同。

## 菜式

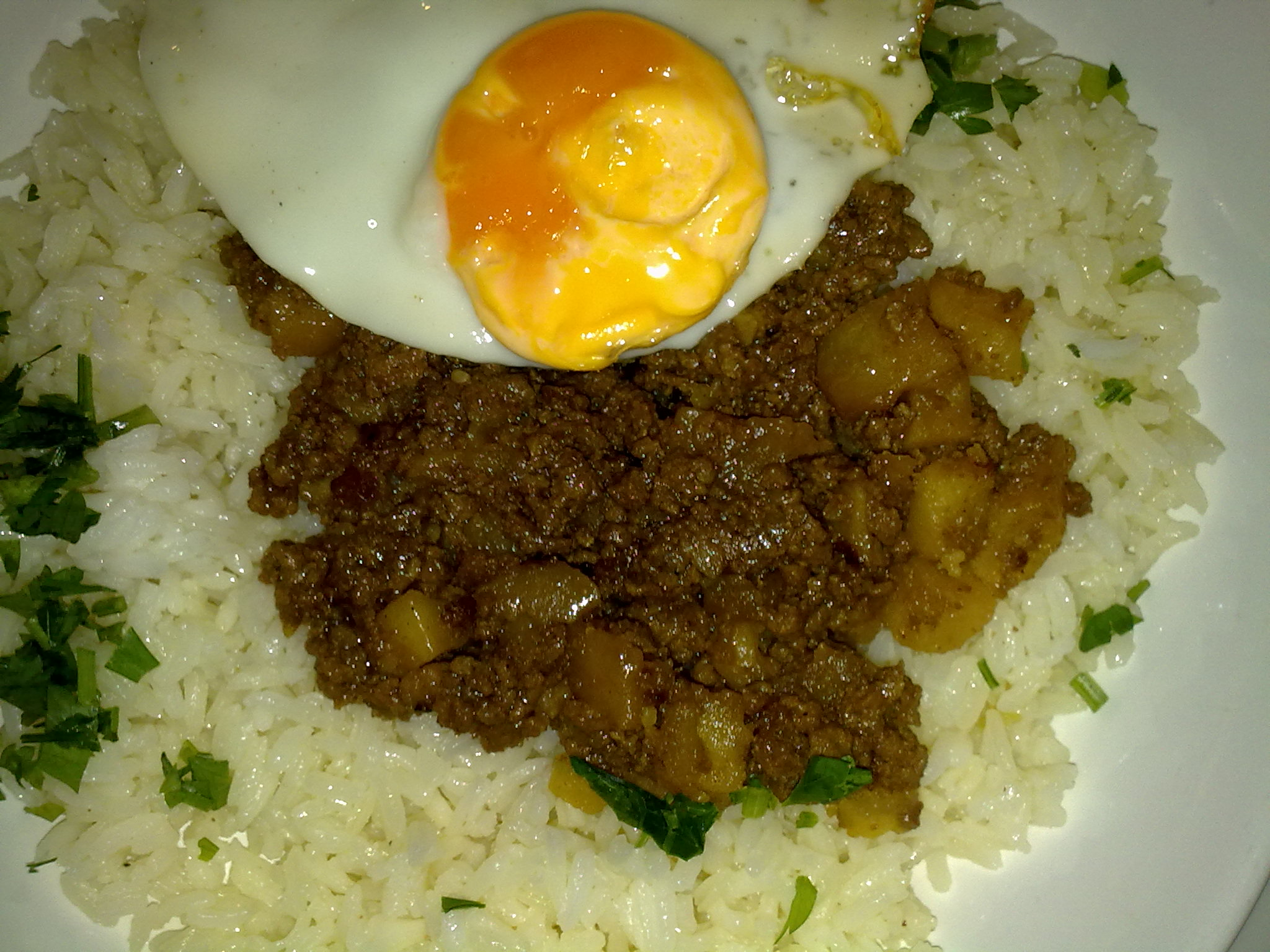
代表菜式之一：免治

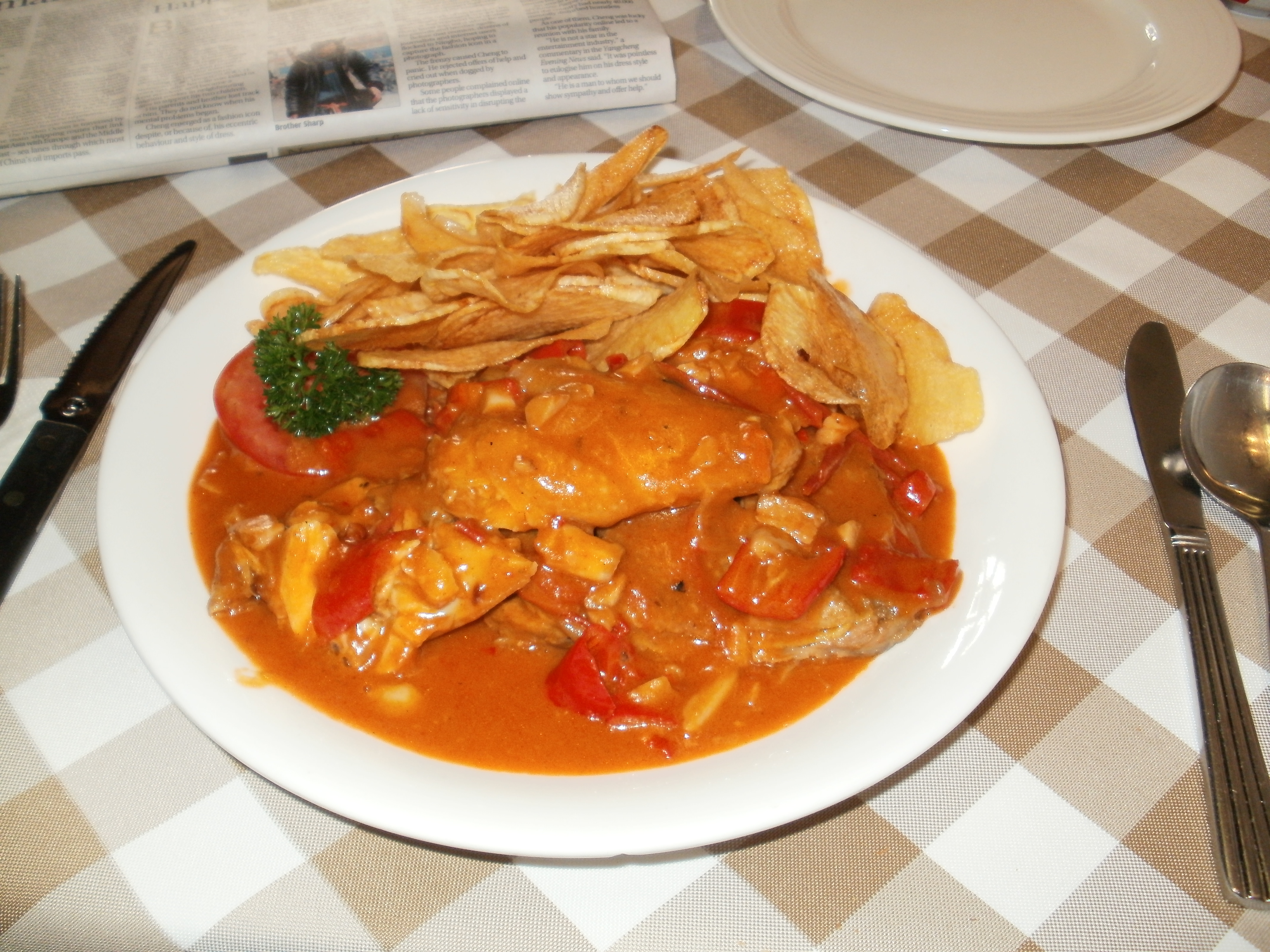
代表菜式之二：非洲雞

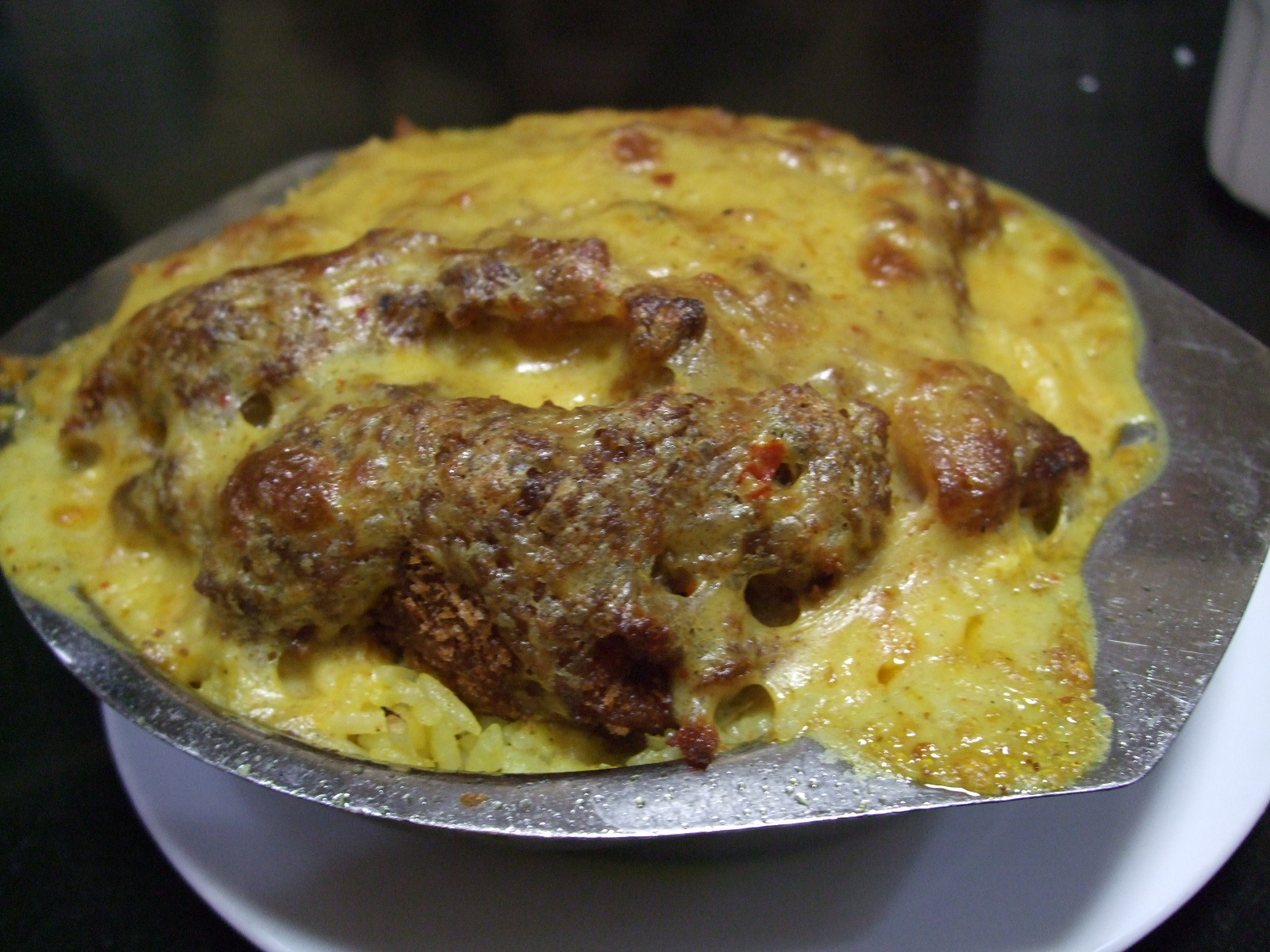
代表菜式之三：葡國雞

有學者形容，土生葡人饮食文化的主流是葡萄牙饮食文化，印度和马来西亚半岛的饮食文化是支流，中国饮食文化是次支流，南美洲和非洲的饮食風俗則是小支流。免治是極具代表性的土生菜菜式之一，每個土生葡人家庭都會製作，而且曾一度受年輕土生葡人歡迎；此菜式未見記載於混合印度風味的葡式食譜上，很可能是從香港傳入，傳統製法是免治豬肉或免治牛肉加上切粒馬鈴薯。澳门式葡萄牙菜餐厅一般都會供應馬鈴薯泥青菜汤、牛尾汤、红豆猪手、吉列猪排、马介休球、烧风鳝、咖喱蟹、葡国鸡、非洲鸡等菜式，此等菜式有些是傳統土生菜、有些是具有土生菜特色的新創菜式；而這些餐厅也少有供應某些傳統土生菜，例如酿蟹盖、咸虾酸子肉等。土生菜亦有甜品，例如一款與龍鬚糖相似的土生甜品是把糖膠拉得細如頭髮後食用，至今已經沒有人製造。

## 保育及推廣
「土生葡人美食烹飪技藝」在2012年列入澳門非物質文化遺產清單。土生葡人美食聯誼會是一個旨在保育、傳承和推廣土生菜的組織，成員們嘗試蒐集土生葡人的食譜，並出版成書；他們也會透過舉辦土生菜烹飪比賽、培訓班等活動，把土生菜推廣給澳門的年輕廚師。澳門旅遊大學也會舉辦活動來推廣土生菜，並設有土生菜烹飪課程，吸引不少澳門居民報讀。澳門旅遊局也在2016年的旅遊推廣活動中邀請廚師將把土生菜帶到韓國，令當地食肆在指定時段供應土生菜。現在，部分土生葡人不再把家傳食譜秘而不宣，而是願意公開或分享食譜。土生葡人亦會舉辦名為「肥茶」（Chá Gordo）的派對，聚首一堂享用土生菜。
2010年起，澳門旅遊大學與土生葡人美食聯誼會簽署合作協議，共同促進澳門土生葡人美食知識的交流和推廣。除協助推動宣傳外，學院更出版《新式葡國菜》、《美食之旅》等書籍。多年來，學院為公眾和餐飲業界提供土生菜和葡國菜的專業培訓課程，同時在廚藝管理學士學位課程上加入土生菜的教學元素，讓年青人認識土生菜的起源、演變和特色。學院目前正籌建廚藝中心，加強對土生菜方面的研究和培訓。2021年，中華人民共和國國務院公佈了第五批「國家級非物質文化遺產代表性項目名錄」，由澳門申報的三項非物質文化遺產項目包括“土生葡人美食烹飪技藝”入選名錄；澳門旅遊大學成為該項目之保護單位。部分面臨失傳的舊菜式於該大學的教學餐廳中推出，並於逢星期六午餐及晚餐時段推出土生菜自助餐。